# Uromyces mussooriensis
Uromyces mussooriensis ist eine Ständerpilzart aus der Ordnung der Rostpilze (Pucciniales). Der Pilz ist ein Endoparasit des Süßgrases Stipa sibirica. Symptome des Befalls durch die Art sind Rostflecken und Pusteln auf den Blattoberflächen der Wirtspflanzen. Sie ist ein Endemit Indiens.

## Merkmale

### Makroskopische Merkmale
Uromyces mussooriensis ist mit bloßem Auge nur anhand der auf der Oberfläche des Wirtes hervortretenden Sporenlager zu erkennen. Sie wachsen in Nestern, die als gelbliche bis braune Flecken und Pusteln auf den Blattoberflächen erscheinen.

### Mikroskopische Merkmale
Das Myzel von Uromyces mussooriensis wächst wie bei allen Uromyces-Arten interzellulär und bildet Saugfäden, die in das Speichergewebe des Wirtes wachsen. Die Spermogonien und Aecien der Art sind nicht bekannt. Die gelbbraunen Uredien des Pilzes wachsen oberseitig auf den Wirtsblättern. Seine gelblichen bis goldbraunen Uredosporen sind 19–24 × 18–21 µm groß, zumeist kugelig und fein warzig. Die blattoberseitig wachsenden Telien der Art sind schwarzbraun, kompakt und früh unbedeckt. Die tief goldenen bis klar kastanienbraunen Teliosporen sind einzellig, in der Regel breit eiförmig bis kugelig und 23–27 × 18–23 µm groß. Ihre Stiele sind farblos bis gelblich und bis zu 65 µm lang.

## Verbreitung
Das bekannte Verbreitungsgebiet von Uromyces mussooriensis umfasst lediglich Indien.

## Ökologie
Die Wirtspflanze von Uromyces mussooriensis ist Stipa sibirica. Der Pilz ernährt sich von den im Speichergewebe der Pflanzen vorhandenen Nährstoffen, seine Sporenlager brechen später durch die Blattoberfläche und setzen Sporen frei. Die Art durchläuft einen Entwicklungszyklus, von dem bisher nur Telien und Uredien sowie deren Wirt bekannt sind; Spermogonien und Aecien konnten ihr nicht zugewiesen werden.